# Ascionana magnetica
Ascionana magnetica là một loài chân đều trong họ Paramunnidae. Loài này được Just & WIlson miêu tả khoa học năm 2004.